# 李明 (唐朝)
李明（640年代—680年代），中国唐朝唐太宗李世民第十四子，巢王李元吉嗣子，为李世民与巢王妃杨氏所生。

## 生平
母親楊氏本是唐太宗胞弟巢王李元吉的王妃，唐太宗在玄武門之變殺了李元吉後，與巢王妃楊氏生下李明。根据《新唐書》卷八十·列传第五·太宗子·曹王明記載，在636年长孙皇后去世后，太宗甚至想立巢王妃楊氏為皇后。由于魏征諫言以巢王妃比辰嬴，太宗取消了立楊氏為皇后的計畫，楊氏最后是否获得后宫妃嫔封號不詳。647年，李明封曹王，649年，实封八百户，不久加满千户。
李元吉原有五个儿子，在玄武门之變後皆伏诛，除宗籍。唐高宗朝，命李明过繼给李元吉為後代。显庆四年（659年），任梁州都督，歷任虢州、蔡州、蘇州刺史。 
調露二年（680年），因皇太子李賢事件連坐，降格为零陵王，流放黔州。
永隆（680-681年）中，黔州都督謝祐逼迫李明自殺。唐高宗深悼李明之死，將黔州官吏全員罷免。710年，将李明之灵柩運回長安，陪葬昭陵。
因李明曾任蘇州刺史，在蘇州有祠堂。五代十國時期，吴越王钱镠因對李明祠堂祈禱靈驗，奏請封李明為昭靈侯。

## 家庭
- 王妃元氏[2]

- 李俊，嗣零陵郡王、南州別駕，永昌元年四月二十二日（689年5月16日）处死。一作千金王
- 李傑，黎国公，垂拱四年处死，赠太子中允
  - 李胤，嗣曹王、银青光禄大夫、右武卫将军（李戢墓志铭作左武卫将军），宗正少卿，赠太子詹事。妃金氏，生李戢
    - 李戢，嗣曹王、左卫率府中郎将，棣王友。妃荥阳郑中，字正和，郴州司户郑休睿女
      - 李皋，嗣曹王
      - 二女
- 李价，济国公
- 李備，衛尉少卿、同正员，一度代李胤嗣曹王，招慰忠州叛獠时身亡，李胤复封
  - 李守宗，太中大夫、兴州刺史
    - 李璠，朝议郎、行河南府河阳县尉
      - 李某，唐州参军事

    - 李璘，河阴县尉
    - 李㻍，颍阳县尉
- 李偲，右武衛大将軍，后裔有南宋史学家李焘

## 传记资料
- 《旧唐書》卷七十六·列传第二十六·曹王明传
- 《新唐書》卷八十·列传第五·曹王明传